# Giorgio D'Adamo
Giorgio D'Adamo (Torino, 14 giugno 1948 – Genova, 20 ottobre 2015) è stato un paroliere e bassista italiano, noto come cofondatore del gruppo musicale rock progressivo New Trolls, per cui ha scritto la maggior parte dei testi..
Tra le canzoni dei New Trolls di cui è stato autore Quella carezza della sera, Una miniera, Aldebaran; ha inoltre scritto Ti voglio per Ornella Vanoni (ripresa nel 2024 dalla cantante con Elodie e Ditonellapiaga)

## Biografia
Dopo gli inizi nel gruppo beat genovese I Terremoti nel 1966 grazie all'incontro con Vittorio De Scalzi (voce e chitarrista dei Trolls) e Gianni Belleno (batterista dei Jets fonda i New Trolls, completati da Renato Rosset alle tastiere (poi sostituito da Mauro Chiarugi) e da Sergio Blandini (sostituito da Nico Di Palo) Riccardo Storti, New Trolls. Dal pesto al sushi, Milano, Aereostella, 2008,  p. 13..
Lascia il gruppo nel 1972 per il servizio militare, sostituito da Frank Laugelli, per rientrare poi nel 1976 fino al 1980 Riccardo Storti, New Trolls. Dal pesto al sushi, Milano, Aereostella, 2008,  p. 109..
Nel 1974 con Gianni Belleno, batterista dei New Trolls, e due componenti dei Nuova Idea, il tastierista Giorgio Usai e il chitarrista Ricky Belloni, accompagna Fabrizio De André nella sua prima storica tournée.
Nel corso della sua attività ha scritto canzoni per Giorgio Moroder, Mita Medici, Mal e per Ornella Vanoni.

## Discografia

### Con i New Trolls
- 1968 – Senza orario senza bandiera
- 1970 – New Trolls (raccolta)
- 1971 – Concerto grosso per i New Trolls
- 1972 – Searching for a Land
- 1975 – Antologia New Trolls (raccolta)
- 1976 – Concerto grosso n. 2
- 1976 – Live (live)
- 1977 – Revival (raccolta)
- 1978 – Aldebaran
- 1979 – New Trolls
- 1987 – Story (raccolta)
- 1987 – Raccolta (raccolta)
- 1989 – Quella carezza della sera (raccolta)
- 1994 – Singles A's & B's (raccolta)
- 1996 – Concerto grosso (raccolta)
- 1997 – Il meglio (raccolta)

### Con i New Trolls Atomic System
- 1973 – N.T. Atomic System
- 1974 – Tempi dispari

### Con La Leggenda New Trolls
- 2013 – Concerto grosso n° 3

### Collaborazioni
- 1975 - Fabrizio De André - La Bussola e Storia di un impiegato - Il concerto 1975/76
- 1977 – Ornella Vanoni – Io dentro
- 1977 – Ornella Vanoni – Io fuori

## Filmografia
- Terzo Canale - Avventura a Montecarlo (1970)